# Grandevent
Grandevent ist eine politische Gemeinde im Distrikt Jura-Nord vaudois des Kantons Waadt in der Schweiz.

## Geographie
Grandevent liegt auf 665 m ü. M., 7 km nordnordwestlich der Bezirkshauptstadt Yverdon-les-Bains (Luftlinie). Das Bauerndorf erstreckt sich am Jurasüdhang, in aussichtsreicher Lage über dem Tal des Flüsschens Arnon.
Die Fläche des 3,5 km² grossen Gemeindegebiets umfasst einen Abschnitt des Südhangs der Chasseron-Kette. Das Gebiet erstreckt sich vom Jurafuss (580 m ü. M.) nordwärts, den dicht bewaldeten Steilhang La Côte hinauf und über die Höhe von Brelingard (1273 m ü. M.) und den Crêt Breny (1219 m ü. M.) in die Senke von La Calame auf der Antiklinale des Chasseron. Ganz im Norden erreicht das Gemeindegebiet am Südhang der Höhe von Les Cernets mit 1390 m ü. M. den höchsten Punkt. Auf der Chasseron-Kette befinden sich ausgedehnte Jurahochweiden mit den typischen mächtigen Fichten, die entweder einzeln oder in Gruppen stehen. Von der Gemeindefläche entfielen 1997 2 % auf Siedlungen, 51 % auf Wald und Gehölze und 47 % auf Landwirtschaft.
Zu Grandevent gehören einige Einzelhöfe auf den Jurahöhen. Nachbargemeinden von Grandevent sind Novalles, Bullet und Fontaines-sur-Grandson.

## Bevölkerung
Mit 236 Einwohnern (Stand 31. Dezember 2023) gehört Grandevent zu den kleinen Gemeinden des Kantons Waadt. Von den Bewohnern sind 92,4 % französischsprachig, 3,5 % deutschsprachig und 1,4 % italienischsprachig (Stand 2000). Die Bevölkerungszahl von Grandevent belief sich 1850 auf 152 Einwohner, danach nahm sie bis 1970 stetig auf 58 Einwohner ab. Besonders in den letzten Jahren wurde hingegen wieder ein deutlicher Bevölkerungsanstieg verzeichnet.

## Wirtschaft
Grandevent war bis Mitte des 20. Jahrhunderts ein hauptsächlich durch die Landwirtschaft geprägtes Dorf. Noch heute herrschen im unteren Gemeindeteil Ackerbau, auf den Jurahöhen Viehzucht und Milchwirtschaft vor. In den letzten Jahrzehnten hat sich Grandevent zu einer Wohngemeinde entwickelt. Da es ausserhalb des primären Sektors kaum Arbeitsplätze im Dorf gibt, sind viele Erwerbstätige Wegpendler, die vor allem in Yverdon arbeiten.

## Verkehr
Die Gemeinde liegt weit abseits der grösseren Durchgangsstrassen. Die Hauptzufahrt erfolgt von Fontaines-sur-Grandson, eine schmale Strasse führt oberhalb des Dorfes weiter nach Villars-Burquin. Der Postautokurs, der von Yverdon nach Novalles verkehrt, fährt zu gewissen Zeiten bis nach Grandevent.

## Geschichte
Grandevent entstand, verglichen mit den anderen Gemeinden der Region, erst relativ spät. Die erste schriftliche Erwähnung unter dem Namen Grandevens erfolgte im 16. Jahrhundert. Teilweise trug der Ort auch den Namen Vers chez Grison nach einem Gehöft südwestlich von Grandevent. Das Dorf gehörte zur Vogtei Grandson, die seit 1476 unter der gemeinen Herrschaft von Bern und Freiburg stand. Erst 1730 wurde Grandevent nach der Aufteilung des Meieramtes Fiez eine selbständige Gemeinde. Nach dem Zusammenbruch des Ancien Régime gehörte das Dorf von 1798 bis 1803 während der Helvetik zum Kanton Léman, der anschliessend mit der Inkraftsetzung der Mediationsverfassung im Kanton Waadt aufging.